# Houses of the Molé
Albums de Ministry
Animositisomina
(2003) Early Trax
(2004)
Houses of the Molé est le neuvième album du groupe Ministry, sorti en 2004. Le titre est un jeu de mots sur l'album de Led Zeppelin, Houses of the Holy (le Molé étant le nom d'une sauce mexicaine).
Chaque titre de l'album commence par la lettre W, sauf le premier, qui déclare au contraire No et les deux derniers, qui sont des titres bonus. Ce W représente celui du président des États-Unis de l'époque, George W. Bush, tout l'album étant un véritable brûlot contre l'homme et sa politique. Le titre No W fait également partie de la bande son du jeu vidéo Need for Speed: Underground 2.
Houses of the Molé est le premier volet d'une série d'albums appelée « trilogie anti-Bush », les deux autres étant Rio Grande Blood et The Last Sucker, albums qui montrent une nouvelle orientation thrash metal pour le groupe.

## Titres
1. No W - 3:24
2. Waiting - 5:02
3. Worthless - 4:10
4. Wrong - 4:54
5. Warp City - 4:02
6. WTV - 4:25
7. World - 5:13
8. WKYJ - 5:14
9. Worm - 9:12
10. Psalm 23 (Bonus Track) - 5:42
11. Hidden (Bonus Track) - 2:43